# Partido Socialista Puertorriqueño
Die Partido Socialista Puertorriqueño (Sozialistische Partei Puerto Ricas) war eine politische Partei in Puerto Rico, die zwischen 1971 und 1993 aktiv war.

## Geschichte
Die Partei war an der achten Vollversammlung der Bewegung für Unabhängigkeit (Movimiento Pro Independencia MPI) am 28. November 1971 gegründet worden. Der wichtigste Führer der Partei war Juan Mari Brás. Der Senator kandidierte im Jahre 1976 als Gouverneur gemeinsam mit Carlos Gallisá bei den Wahlen 1980. Die Partei forderte eine vollständige Unabhängigkeit für Puerto Rico und eine sozialistische Regierung für das Land. Bei der Wahl 1980 erreichte die Partido Socialista Puertorriqueno knapp 5 % der abgegebenen Stimmen.

## Belege
1. ↑  Frauke Gewecke: Die Karibik: zur Geschichte, Politik und Kultur einer Region, Vervuert, 1988, ISBN 3893540105 online